# رسوایی جنسی بیل کلینتون
رسوایی جنسی بیل کلینتون رویدادی است که در جریان آن مونیکا لوینسکی کارآموز جوان کاخ سفید که از سال ۱۹۹۴ به تدریج با بیل کلینتون رئیس‌جمهور ایالات متحده آمریکا رابطه نزدیکی برقرار کرده بود، اقدام به برقراری رابطه جنسی دهانی پنهانی می‌کند.
موضوع در آغاز از طریق یکی از دوستان نزدیک لوینسکی فاش‌سازی شد. جمهوری‌خواهان آمریکا از طریق کنت استار دادستان ویژه، بیل کلینتون را در مورد پرونده دیگری که مربوط به آزار جنسی فرد دیگری بود تحت تعقیب قرار دادند. کلینتون در آن پرونده هرگز محکوم نشد. اما هنگامی که در مورد لویینسکی مورد سؤال قرار گرفت منکر هر گونه رابطه نامشروع با او شد.
در سال ۱۹۹۹ مجلس سنای ایالات متحده آمریکا کلینتون را به اتهام ادای شهادت دروغ و تلاش برای جلوگیری از اجرای عدالت محاکمه کرد؛ اما وی با یک رای اضافی توانست از برکناری رهایی یابد.
برخی از منابع خاورمیانه اصل ماجرا را اگر نه توطئه‌ای از سوی اسرائیل، دستکم در جهت منافع اسرائیل می‌دانند. همزمانی اعترافات مونیکا با کنفرانس سه جانبه صلح خاورمیانه، یهودی بودن مونیکا و فشارهای کلینتون بر اسرائیل برای توقف شهرک‌سازی، دلایل این گروه را تشکیل می‌دهد. گروهی دیگر این تفکر را گونه‌ای از توهم توطئه می‌دانند. با این حال، «اعتیاد جنسی» از کلینتون علت بیشینه است.
در مارس ۲۰۲۰ کلینتون گفت که رابطه او با مونیکا لوینسکی برای 'کمک به اضطرابش بوده است'.

## نگارخانه

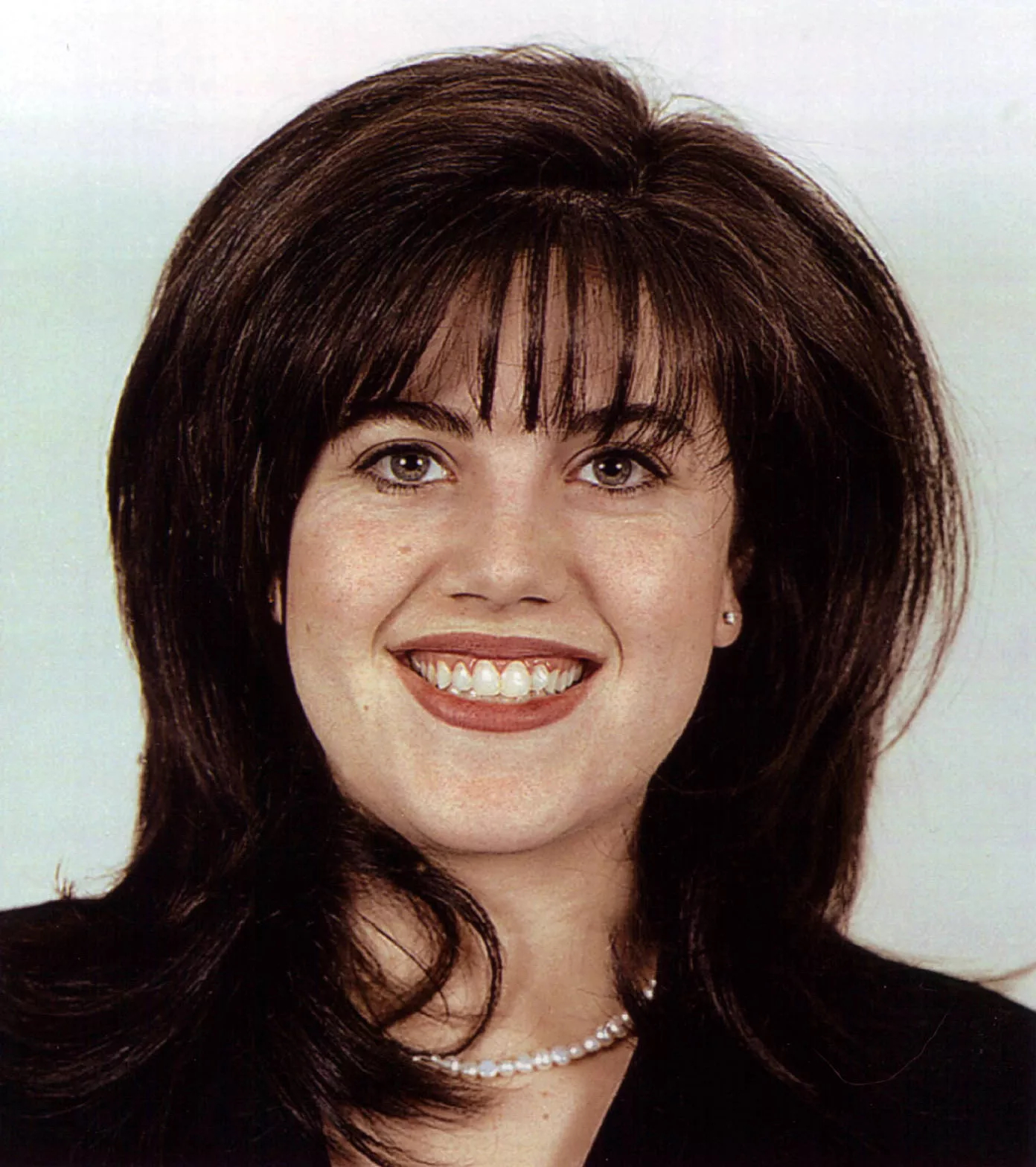
مونیکا لوینسکی
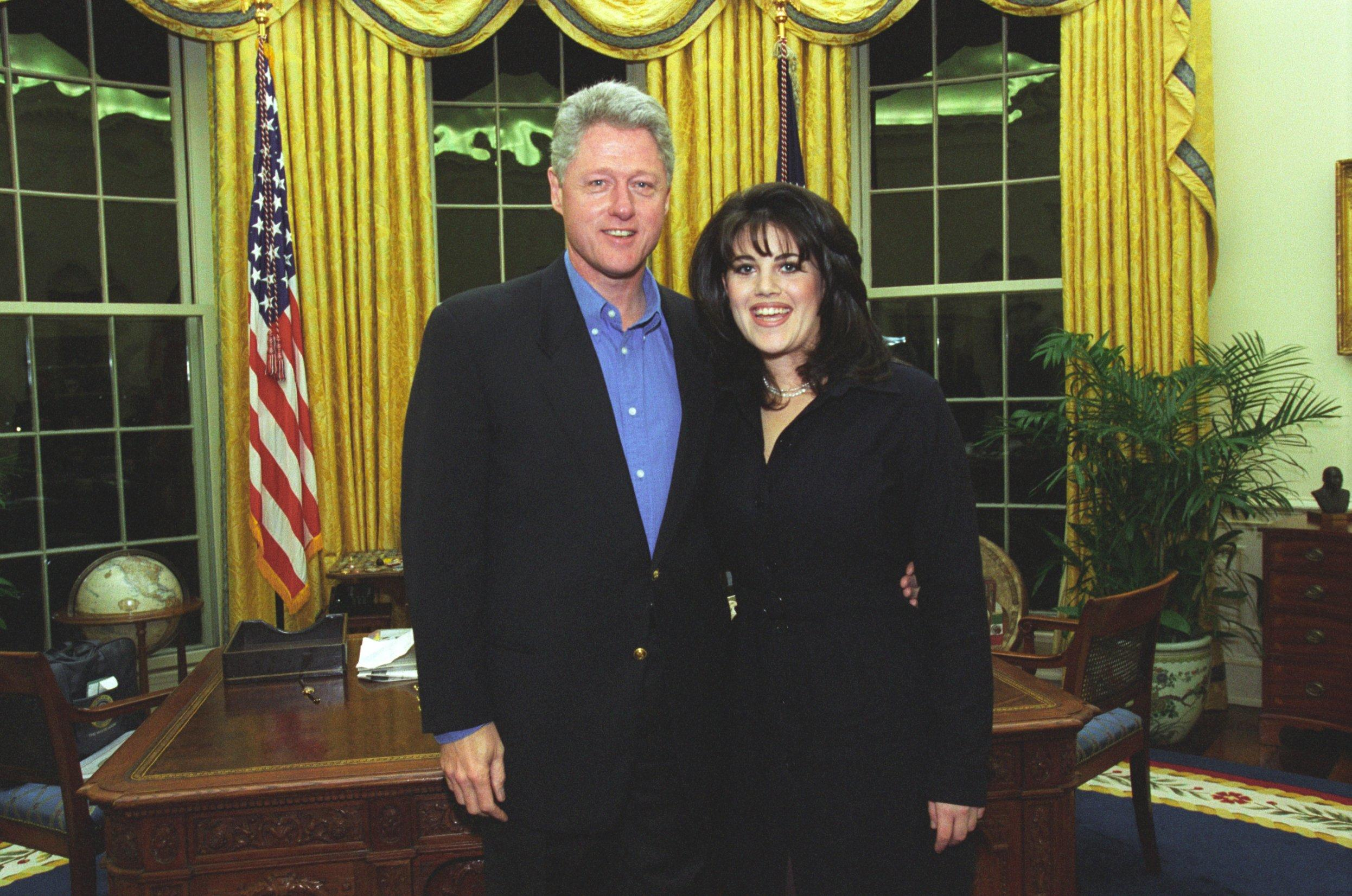
مونیکا لوینسکی و بیل کلینتون در کنار یکدیگر (۲۸ فوریه ۱۹۹۷)